# Agenor Gołuchowski der Ältere

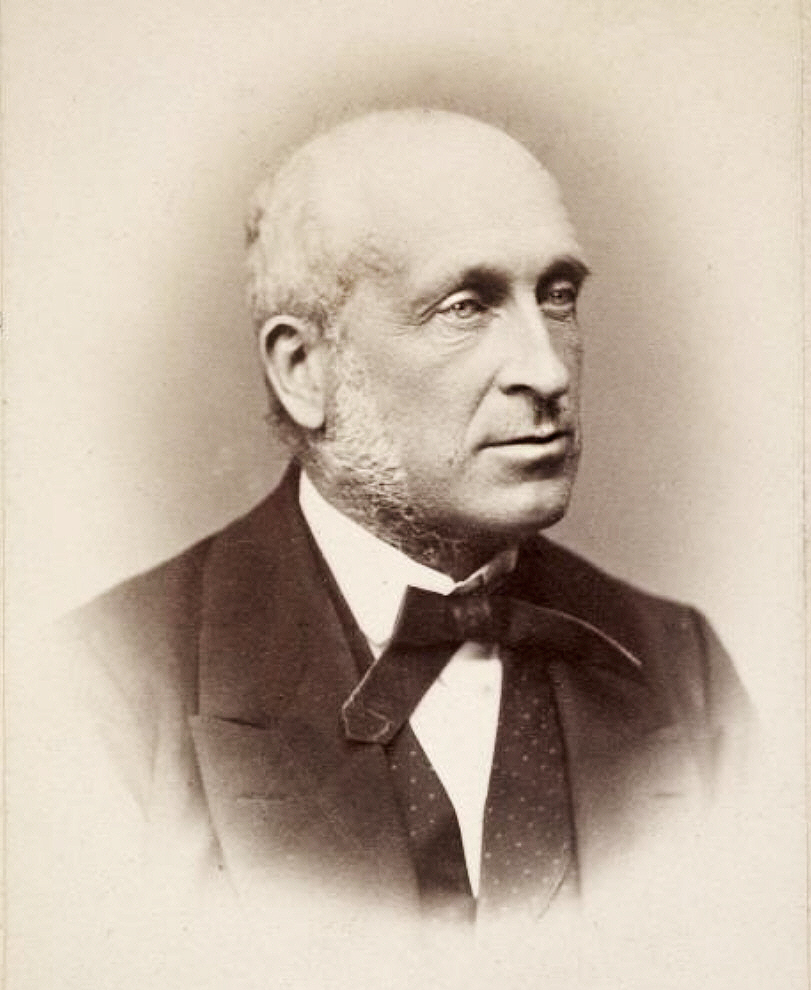
Agenor Gołuchowski der Ältere

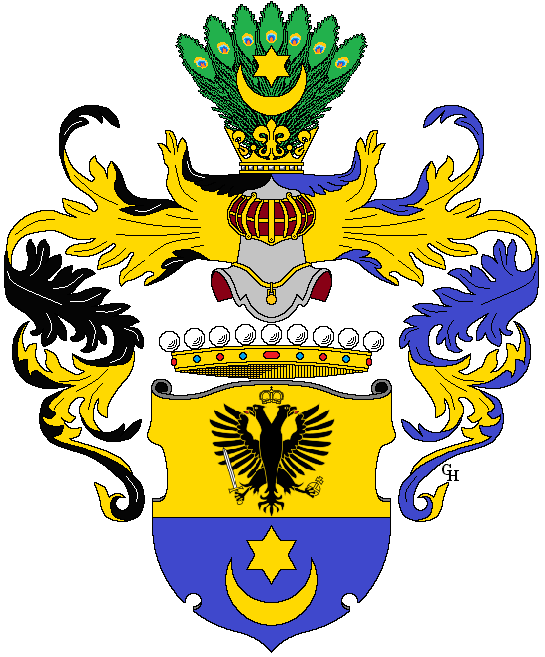
Wappen der Grafen Gołuchowski Graf von Gołuchowo

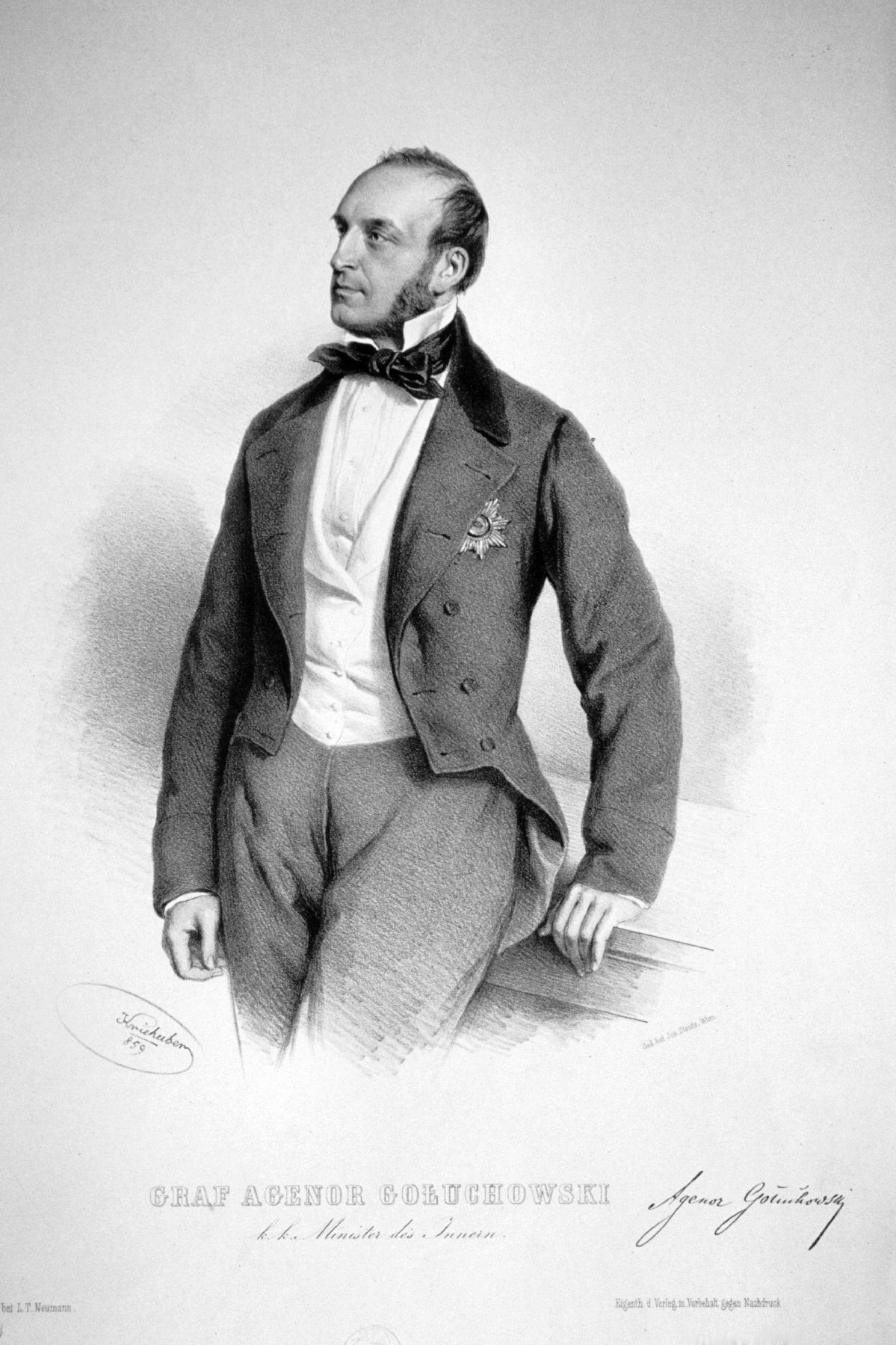
Agenor Gołuchowski der Ältere, Lithographie von Josef Kriehuber, 1859

Agenor Romuald Gołuchowski Graf von Gołuchowo (* 8. Februar 1812 in Skała Podolska; † 3. August 1875 in Lemberg) war österreichischer Minister und Statthalter von Galizien. Wegen des gleichnamigen Sohnes wird er auch Agenor Gołuchowski der Ältere genannt.

## Herkunft
Seine Eltern waren Großgrundbesitzer Adalbert Stanislaus von Goluchowo und dessen Ehefrau Sophia Borgiasz von Czyz.

## Leben
Agenor Gołuchowski erhielt in Galizien seine Ausbildung und begann seine Laufbahn in der Verwaltung als Statthalterbeirat. Von 1849 bis 1859 Statthalter von Galizien, erwarb er sich mit der Durchführung der Organisation des Justizwesens, Gründung von Schulen und landwirtschaftlichen und Humanitätsanstalten, Straßenbauten etc., ferner durch Förderung der Zwecke des Joseph-Maximilian-Ossolinskischen-Instituts in Lemberg mehrfache Verdienste.
Nach Alexander Bachs Rücktritt am 22. August 1859 zum Minister des Innern ernannt, nahm er teil an der Reorganisation der Monarchie in föderalistischem Sinn, welche im Oktoberdiplom vom Jahr 1860 ihren Abschluss finden sollte, zeigte sich indes den schwierigen Aufgaben seines Amtes nicht gewachsen und erhielt am 13. Dezember 1860 Anton von Schmerling zum Nachfolger. Die zentralistische Verfassung vom 26. Februar 1861 widerstrebte seinen politischen Überzeugungen so, dass er, obwohl zum erblichen Mitglied des neu gebildeten Herrenhauses ernannt, sich von der Politik ganz zurückzog, bis er im September 1866 durch Richard Graf Belcredis und Friedrich Ferdinand von Beusts Einfluss wieder Statthalter von Galizien wurde.
Von dem Bürgerministerium 1867 wieder entlassen, wurde er unter Karl Sigmund von Hohenwart 1871 zum dritten Mal Statthalter seiner heimatlichen Provinz, wo er seitdem als Mitglied der polnischen Adelspartei sich für die Verstärkung der polnischen Position in Galizien einsetzte. Dies wurde jedoch von Teilen der Bevölkerung, insbesondere der Ruthenen und der deutschen Kultur als Polonisierung kritisch bewertet.

## Familie
Gołuchowski heiratete am 16. Februar 1848 mit die Gräfin Maria Josepha von Bawarowski (* 1. November 1823; † 15. Juli 1906), eine Tochter des Grafen Adam von Bawarowski. Das Paar hatte mehrere Kinder:
- Agenor Maria Adam (* 25. März 1849) ⚭ 1885 Prinzessin Anna Murat (* 20. April 1863)
- Stanislaus Maria Gervasius (* 19. Juni 1853)
- Sophie Maria Clementine Amalia (* 23. November 1850)
- Maria Sophie Josepha Ignata (* 31. Juli 1854) ⚭ 1885 Graf Drohojowski († 24. April 1894)
- Maria Aloys (* 5. August 1861; † 25. August 1917) ⚭ 1894 Gräfin Bianka von Daun-Erdöd, Fürstin von Thiano (* 4. August 1870)

## Werke
- Die K. und K. Konsular-Akademie von 1754 bis 1904. Festschrift zur Feier des hundertfünfzigjährigen Bestandes der Akademie und der Eröffnung ihres neuen Gebäudes. Verlag des K. u. K. Ministeriums des Kaiserlichen und Königlichen Hauses und des Äussern, Wien 1904.